# Ruben Pols
Ruben Pols (Geraardsbergen, 3 november 1994) is een Belgisch voormalig wielrenner die in 2017 zijn carrière afsloot bij Sport Vlaanderen-Baloise.

## Carrière
In 2015 werd Pols nationaal kampioen tijdrijden bij de beloften door Nathan Van Hooydonck en Aimé De Gendt naar de dichtste ereplaatsen te verwijzen. Een jaar eerder was enkel Elias Van Breussegem sneller.

## Overwinningen
2015
 Belgisch kampioen tijdrijden, Beloften

## Resultaten in voornaamste wedstrijden
|      | \| Jaar \| Waalse Pijl \| \| ---- \| ----------- \| \| 2017 \| opgave \| |
| Jaar | Waalse Pijl                                                              |
| 2017 | opgave                                                                   |

## Ploegen
- 2013 –  Ventilair-Steria Cycling Team
- 2016 –  Topsport Vlaanderen-Baloise
- 2017 –  Sport Vlaanderen-Baloise

Calleeuw · Cools · Dupont · Durant · Lepla · Luyten · Peeters · Pols · Roelandts · Ruyters · Teuns · Van Coppernolle · Van Hoovels · Van Lerberghe · Vandewiele · Vandromme · Vanspeybroeck · Wastyn
Allegaert · Capiot · De Gendt · De Ketele · De Pauw · De Vylder · Declercq · Deltombe · Farazijn · Lietaer · Noppe · Planckaert · Pols · Rickaert · Salomein · Sprengers · Steels · Van Gestel · Van Hecke · Van Lerberghe · Van Rooy · Wallays